# Affeto
Affeto est un robot créé par l'université d'Osaka fin du mois de juillet 2012. Il reproduit les expressions d'un bébé humain.